# 小行星1865
小行星1865（1865 Cerberus）是一颗围绕太阳公转的小行星。1971年10月26日，盧波什·科胡特克在汉堡发现了此天体。
該小行星以希臘神話的地獄三頭犬刻耳柏洛斯命名。
这颗小行星的绝对星等为325.2320680814133等。